# Home Nations Championship 1907
L'Home Nations Championship 1907 (in gallese Pencampwriaeth Rygbi'r Pedair Gwlad 1907) fu la 25ª edizione del torneo annuale di rugby a 15 tra le squadre nazionali di Galles, Inghilterra, Irlanda e Scozia.
Il trofeo fu appannaggio, per la nona volta, della Scozia che completò la sua stagione internazionale al Rectory Field di Londra battendo nell'ultima giornata di torneo l'Inghilterra, guadagnando così la Triple Crown e la Calcutta Cup e relegando i suoi rivali storici all'ultimo posto a zero vittorie.
Il valore delle marcature, come stabilito dall’IRFB nel 1905, era: 3 punti per ciascuna meta (5 se trasformata), 3 punti per la realizzazione di ciascun calcio piazzato o mark, 4 punti per la realizzazione di ciascun drop.

## Nazionali partecipanti e sedi
| Squadra     | Città           | Impianto interno         |
| ----------- | --------------- | ------------------------ |
| Galles      | Cardiff Swansea | Arms Park St. Helen's    |
| Inghilterra | Londra          | Rectory Field            |
| Irlanda     | Dublino         | Lansdowne Road           |
| Scozia      | Edimburgo       | Inverleith Sports Ground |

## Risultati
| Arbitro: | John Gillespie |

|                                                    |    |  |
| H. Maddock (2) J. Williams (2) R. Gibbs J.A. Brown | mt |  |
| R.Gibbs (2)                                        | tr |  |

| Arbitro: | C. Lefevre |

|                 |      |             |
| Purves Monteith | mt   |             |
|                 | c.p. | B. Winfield |

| Arbitro: | J.T. Tulloch |

|                            |      |               |
| Caddell (2) Tedford Thrift | mt   | Imrie Slocock |
| J.C. Parke                 | tr   |               |
|                            | c.p. | Pickering     |
| J.C. Parke                 | mark |               |

| Arbitro: | Arthur Jones |

|                       |      |            |
| Sanderson Purves Frew | mt   |            |
| MacLeod Geddes (2)    | tr   |            |
|                       | c.p. | J.C. Parke |

| Arbitro: | F.W. Marsh |

|                                         |      |  |
| J. Williams (3) D.P. Jones Gabe P. Bush | mt   |  |
| B. Winfield (2)                         | tr   |  |
| B. Winfield                             | c.p. |  |
| P. Bush                                 | drop |  |

| Arbitro: | Tommy Schofield |

|        |    |               |
| Peters | mt | Purves Simson |
|        | tr | Geddes        |

## Classifica
| Pos | Squadra     | G | V | N | P | PF | PS | DP  | Pt |
| --- | ----------- | - | - | - | - | -- | -- | --- | -- |
| 1   | Scozia      | 3 | 3 | 0 | 0 | 29 | 9  | +20 | 6  |
| 2   | Galles      | 3 | 2 | 0 | 1 | 54 | 6  | +48 | 4  |
| 3   | Irlanda     | 3 | 1 | 0 | 2 | 20 | 53 | −33 | 2  |
| 4   | Inghilterra | 3 | 0 | 0 | 3 | 12 | 47 | −35 | 0  |